# Streets of Rage 4
Streets of Rage 4 là một tựa game beat 'em up sắp ra mắt đang được phát triển bởi Dotemu, Lizardcube và Guard Crush Games. Trò chơi là sự tiếp nối của sê-ri Streets of Rage của Sega, là một bộ ba game được phát hành vào đầu những năm 1990 cho hệ máy Sega Genesis. Trò chơi được phát hành cho Microsoft Windows, Nintendo Switch, PlayStation 4 và Xbox One vào ngày 30 tháng 4 năm 2020.

## Lối chơi
Mang phong cách lối chơi đặc trưng từ những phần trước trong sê-ri Streets of Rage, Streets of Rage 4 thuộc thể loại beat 'em up cuộn cảnh màn hình ngang buộc người chơi phải chiến đấu chống lại làn sóng quân thù bằng cách sử dụng hàng loạt đòn tấn công và tư thế đặc biệt. Điểm mới của công thức trong lối chơi ở phần này là khả năng phục hồi cột máu đã sử dụng tuyệt chiêu đặc biệt bằng cách thực hiện các đòn tấn công tiếp theo. Người chơi cũng có thể tung hứng các đối thủ với nhau và các bức tường cho các đòn combo mở rộng. Người chơi khi thu thập đủ số lượng ngôi sao sẽ dễ thực hiện các chiêu thức cực mạnh.
Trò chơi diễn ra 10 năm sau các sự kiện của Streets of Rage 3, có những nhân vật quen thuộc quay tở lại phiên bản này gồm Axel Stone, Blaze Fielding, và Adam Hunter, cùng với hai nhân vật mới, con gái của Adam là Cherry, và một người học việc vũ trang được tăng cường cơ bắp máy móc kiểu cyber của Tiến sĩ Gilbert Zan tên Floyd Iraia. Trò chơi cũng sẽ có phần chơi trực tuyến cho hai người chơi và phần chơi nối mạng cục bộ cho tối đa bốn người chơi, lần đầu tiên trong sê-ri, cũng như mục chơi giao đấu lẫn nhau Battle Mode. Các tính năng có thể mở khóa bao gồm số nhân vật từ những phiên bản trong quá khứ, được trình bày theo phong cách 16 bit và các bản nhạc retro trong Streets of Rage và Streets of Rage 2.

## Phát triển
Tin đồn về phần thứ tư trong dòng game Streets of Rage đang được phát triển đã lan truyền từ giữa những năm 1990. Sau thành công của Wonder Boy: The Dragon's Trap, phiên bản làm lại năm 2017 của Wonder Boy III: The Dragon's Trap năm 1989, nhà phát hành Dotemu và nhà phát triển Lizardcube đã tiếp cận Sega về việc tạo ra phần tiếp theo trong dòng game Streets of Rage. Sega đã đồng ý và việc sản xuất game bắt đầu vào đầu năm 2018, với trò chơi được công bố công khai vào tháng 8. Trò chơi đang được Guard Crush Games hợp tác phát triển, sử dụng một engine sửa đổi từ tựa game Streets of Fury của họ.
Nhạc nền được sáng tác chủ yếu bởi Olivier Deriviere, với những nhạc phẩm bổ sung từ Koshiro Yūzō, Kawashima Motohiro, Shimomura Yōko, Yamagishi Keiji, Fujita Harumi, Das Mörtal và Groundislava. Nhạc nền được cấu túc để Deriviere viết các ca khúc chủ đề chính, trong khi nhạc chủ đề của mỗi cuộc đấu trùm được viết bởi một trong những nhà soạn nhạc khách mời. Koshiro không phải là một phần của dự án ngay từ đầu, nhưng đã tham gia vào tháng 6 năm 2019 sau khi chơi bản demo của trò chơi tại BitSummit, một chương trình giới thiệu các tựa game độc lập tại Nhật Bản. Ông đã trích dẫn các yêu cầu của người hâm mộ và cách trò chơi xuất hiện như là lý do để tham gia. Naganuma Hideki ban đầu cũng tính tham gia đóng góp, nhưng đã bỏ dự án do xung đột lịch trình trước khi được thay thế bởi Fujita. Trò chơi cũng sẽ cho phép người chơi chuyển đổi sang các bản nhạc nền từ Streets of Rage và Streets of Rage 2.

## Phát hành
Trò chơi được phát hành cho Microsoft Windows, Nintendo Switch, PlayStation 4 và Xbox One vào ngày 30 tháng 4 năm 2020. Bản phát hành giới hạn dành cho phiên bản PlayStation 4 và Nintendo Switch của Limited Run Games sẽ có sẵn dưới dạng phiên bản tiêu chuẩn (standard edition) với hình bìa hộp game đảo ngược và phiên bản cổ điển (classic edition) với dạng steelbook và dạng hộp game của hệ máy Genesis. Sau thông báo về các phiên bản vật lý khác, Dotemu và Limited Run Games đã thông báo rằng tất cả các đơn đặt hàng phiên bản vật lý của họ sẽ bao gồm một đĩa CD miễn phí với bản phối lại độc quyền của Tee Lopes, cũng như các phím Steam miễn phí cho những người đặt hàng phiên bản limited edition.